# Andrej Kramarić
Andrej Kramarić (Zagabria, 19 giugno 1991) è un calciatore croato, attaccante dell'Hoffenheim e della nazionale croata, con cui è stato vicecampione del mondo nel 2018.
È il miglior marcatore nella storia dell'Hoffenheim con 140 reti complessive.

## Caratteristiche tecniche
È un attaccante che può giocare su tutto il fronte offensivo come prima o seconda punta; si accentra trovando la conclusione con il destro, il suo piede forte, è molto dotato fisicamente e vanta buone capacità balistiche, possiede una buona potenza di tiro ed è capace di segnare calciando anche dalla lunga distanza. È affidabile sul penalty ma è capace di inquadrare la porta tirando pure di punizione

## Carriera

### Club

#### Dinamo Zagabria
Cresciuto nelle giovanili della Dinamo Zagabria, debutta con la prima squadra il 24 maggio 2009 nella partita di campionato persa 1-0 contro il Nk Zagabria. Il 1º agosto 2009, segna la sua prima doppietta, nonché prima reti tra i professionisti, nella vittoria contro il Medimurje Cakovec, partita vinta dalla Dinamo 4-0. Termina la stagione con 24 presenze e 7 reti.

#### Lokomotiva Zagabria
Il 9 febbraio 2012 si trasferisce in prestito fino a fine stagione alla Lokomotiva Zagabria. Il 24 febbraio fa il suo esordio contro lo Zara segnando una doppietta, gara terminata 3 a 0 per la Lokomotiva. Chiude la sua prima stagione con 13 presenze e 5 reti, al termine della quale viene prolungato il prestito per un'altra stagione, consentendo a Kramaric di affermarsi come uno dei migliori marcatori del campionato Croato, viste le sue 24 reti in 51 presenze totalizzate in una stagione e mezza.

#### Rijeka
Il 31 agosto 2013 si trasferisce a titolo definitivo al Rijeka. Fa il suo debutto con la compagine litoranea il 15 settembre 2013 in casa dello Slaven Belupo segnando la rete decisiva per la vittoria esterna per 1 a 0. Il 9 ottobre si rende protagonista contro lo Zmaj Blato, gara valida per la Coppa croata: segna ben 8 reti che contribuiscono per l'11 a 0 finale. Durante la stagione segna innumerevoli reti in tutte le competizioni in cui il Rijeka è impegnato, facendo spesso, più di una marcatura in una singola partita: ben 28 reti in 34 gare.
L'11 luglio 2014, inizia la sua seconda stagione con la vittoria della Supercoppa Croata per 2 a 1.
Nelle prime due partite del campionato riesce a realizzare ben 5 reti, di cui una tripletta ai rivali dell'Hajduk Spalato. Il 23 ottobre dello stesso anno, segna un'altra tripletta, questa volta in Europa League, contro gli olandesi del Feyenoord, risultata decisiva per la vittoria finale per 3 a 1: grazie a queste marcature, Kramaric arriva ad aver segnato a fine ottobre ben 18 reti in 12 partite. Il 9 novembre è autore di 5 reti nella vittoria contro la Lokomotiva Zagabria, gara vinta dai fiumani per 6-0.

#### Leicester City
Il 7 gennaio 2015 viene acquistato dagli inglesi del Leicester City, con cui firma un contratto valido fino al giugno 2018. Il 17 gennaio seguente fa il suo esordio con la nuova maglia, nella sconfitta casalinga per 0-1 contro lo Stoke City. Il 10 febbraio segna il suo primo gol con le Foxes, nella partita persa per 2-1 sul campo dell'Arsenal.

#### Hoffenheim
Il 20 gennaio 2016 viene ceduto in prestito all'Hoffenheim. Il 25 maggio, dopo aver collezionato 15 presenze e 5 reti, viene riscattato dal club tedesco.
Il 27 giugno 2020, dopo aver segnato un poker di reti ai danni del Borussia Dortmund in Bundesliga, è diventato il primo calciatore della storia del club in tale impresa, nonché il primo calciatore a segnare una quaterna, in trasferta contro la squadra di Dortmund.

### Nazionale
Il 4 settembre 2014 fa il suo esordio in nazionale maggiore nell'amichevole contro Cipro, partita vinta 2-0 dalla Croazia dove Kramarić con un suo passaggio permette a Mario Mandžukić di aprire le marcature. Il 9 settembre dello stesso anno, segna la sua prima rete con la maglia della nazionale, nel vittorioso 2-0 interno contro Malta, con lo stesso risultato il 9 ottobre 2017 si conclude la partita contro l'Ucraina dove segna la sua prima doppietta per la Croazia. Convocato per gli Europei 2016 in Francia, scende in campo quattro volte nella manifestazione continentale.
Convocato anche per i Mondiali 2018 tenutisi in Russia, va in gol nella partita dei quarti di finale vinta ai rigori dai croati contro i padroni di casa, segnando il momentaneo 1-1 (partita terminata 2-2 dopo i supplementari). Gioca tutte e 7 le partite della sua squadra, compresa la finale persa per 4-2 dai croati contro la Francia.
Nella Nations League 2018-2019 realizza una rete nel successo per 3-2 la Spagna del il 15 novembre 2018.
Il 9 novembre del 2022, viene inserito dal CT Zlatko Dalić nella lista dei convocati per i Mondiali di calcio in Qatar. Il 27 novembre sigla una doppietta e viene eletto miglior giocatore della seconda partita del Gruppo F vinta contro il Canada (4-1). Quelle sono state le sue uniche reti nel corso del torneo, in cui lui ha disputato tutte e sette le gare della squadra che è arrivata terza.
Il 7 giugno 2024 viene incluso nella lista dei convocati per gli europei in Germania. Nel corso del torneo scende in campo in tutte e tre le sfide disputate dai croati che sono stati eliminati al primo turno, andando a segno nel pareggio per 2-2 contro l'Albania.
Il 15 ottobre 2024 ha raggiunto quota 100 presenze con la selezione croata nel pareggio in trasferta per 3-3 in Nations League contro la Polonia.
Il 9 giugno 2025 realizza una doppietta nel successo per 5-1 contro la Rep. Ceca, andando così al secondo posto in solitaria per gol segnato superando  Mario Mandžukić.

## Statistiche

### Presenze e reti nei club
Statistiche aggiornate al 16 maggio 2025
| Stagione                   | Squadra                    | Campionato                 | Campionato | Campionato | Coppe nazionali | Coppe nazionali | Coppe nazionali | Coppe continentali | Coppe continentali | Coppe continentali | Altre coppe | Altre coppe | Altre coppe | Totale | Totale |
| Stagione                   | Squadra                    | Comp                       | Pres       | Reti       | Comp            | Pres            | Reti            | Comp               | Pres               | Reti               | Comp        | Pres        | Reti        | Pres   | Reti   |
| -------------------------- | -------------------------- | -------------------------- | ---------- | ---------- | --------------- | --------------- | --------------- | ------------------ | ------------------ | ------------------ | ----------- | ----------- | ----------- | ------ | ------ |
| 2008-2009                  | Dinamo Zagabria            | 1. HNL                     | 1          | 0          | CC              | 0               | 0               | -                  | -                  | -                  | SC          | 0           | 0           | 1      | 0      |
| 2009-2010                  | Dinamo Zagabria            | 1. HNL                     | 24         | 7          | CC              | 5               | 4               | UCL+UEL            | 2+3                | 0                  | -           | -           | -           | 34     | 11     |
| 2010-2011                  | Dinamo Zagabria            | 1. HNL                     | 12         | 1          | CC              | 3               | 4               | UCL+UEL            | 0+2                | 0                  | SC          | 0           | 0           | 17     | 5      |
| 2011-gen. 2012             | Dinamo Zagabria            | 1. HNL                     | 1          | 0          | CC              | 2               | 1               | UCL                | 0                  | 0                  | -           | -           | -           | 3      | 1      |
| gen.-giu. 2012             | Lokomotiva Zagabria        | 1. HNL                     | 13         | 5          | CC              | 0               | 0               | -                  | -                  | -                  | -           | -           | -           | 13     | 5      |
| 2012-2013                  | Lokomotiva Zagabria        | 1. HNL                     | 32         | 15         | CC              | 6               | 4               | -                  | -                  | -                  | -           | -           | -           | 38     | 19     |
| Totale Lokomotiva Zagabria | Totale Lokomotiva Zagabria | Totale Lokomotiva Zagabria | 45         | 20         |                 | 6               | 4               |                    | -                  | -                  |             | -           | -           | 51     | 24     |
| ago. 2013                  | Dinamo Zagabria            | 1. HNL                     | 4          | 2          | CC              | 0               | 0               | UCL                | 3                  | 1                  | SC          | 1           | 0           | 8      | 3      |
| Totale Dinamo Zagabria     | Totale Dinamo Zagabria     | Totale Dinamo Zagabria     | 42         | 10         |                 | 10              | 9               |                    | 10                 | 1                  |             | 1           | 0           | 63     | 20     |
| 2013-2014                  | Rijeka                     | 1. HNL                     | 24         | 16         | CC              | 6               | 10              | UEL                | 4                  | 1                  | -           | -           | -           | 34     | 27     |
| 2014-gen. 2015             | Rijeka                     | 1. HNL                     | 18         | 21         | CC              | 0               | 0               | UEL                | 12                 | 7                  | SC          | 1           | 0           | 31     | 28     |
| Totale Rijeka              | Totale Rijeka              | Totale Rijeka              | 42         | 37         |                 | 6               | 10              |                    | 16                 | 8                  |             | 1           | 0           | 65     | 55     |
| gen.-giu. 2015             | Leicester City             | PL                         | 13         | 2          | FACup+CdL       | 2+0             | 1+0             | -                  | -                  | -                  | -           | -           | -           | 15     | 3      |
| 2015-gen. 2016             | Leicester City             | PL                         | 2          | 0          | FACup+CdL       | 0+3             | 0+1             | -                  | -                  | -                  | -           | -           | -           | 5      | 1      |
| Totale Leicester City      | Totale Leicester City      | Totale Leicester City      | 15         | 2          |                 | 5               | 2               |                    | -                  | -                  |             | -           | -           | 20     | 4      |
| gen.-giu. 2016             | Hoffenheim                 | BL                         | 15         | 5          | CG              | 0               | 0               | -                  | -                  | -                  | -           | -           | -           | 15     | 5      |
| 2016-2017                  | Hoffenheim                 | BL                         | 34         | 15         | CG              | 2               | 3               | -                  | -                  | -                  | -           | -           | -           | 36     | 18     |
| 2017-2018                  | Hoffenheim                 | BL                         | 34         | 13         | CG              | 2               | 0               | UCL+UEL            | 2+4                | 0                  | -           | -           | -           | 42     | 13     |
| 2018-2019                  | Hoffenheim                 | BL                         | 30         | 17         | CG              | 1               | 0               | UCL                | 6                  | 5                  | -           | -           | -           | 37     | 22     |
| 2019-2020                  | Hoffenheim                 | BL                         | 19         | 12         | CG              | 1               | 0               | -                  | -                  | -                  | -           | -           | -           | 20     | 12     |
| 2020-2021                  | Hoffenheim                 | BL                         | 28         | 20         | CG              | 2               | 3               | UEL                | 4                  | 2                  | -           | -           | -           | 34     | 25     |
| 2021-2022                  | Hoffenheim                 | BL                         | 32         | 6          | CG              | 3               | 2               | -                  | -                  | -                  | -           | -           | -           | 35     | 8      |
| 2022-2023                  | Hoffenheim                 | BL                         | 32         | 12         | CG              | 2               | 0               | -                  | -                  | -                  | -           | -           | -           | 34     | 12     |
| 2023-2024                  | Hoffenheim                 | BL                         | 28         | 12         | CG              | 1               | 2               | -                  | -                  | -                  | -           | -           | -           | 29     | 14     |
| 2024-2025                  | Hoffenheim                 | BL                         | 32         | 11         | CG              | 3               | 0               | UEL                | 6                  | 0                  | -           | -           | -           | 41     | 11     |
| Totale Hoffenheim          | Totale Hoffenheim          | Totale Hoffenheim          | 278        | 118        |                 | 17              | 10              |                    | 22                 | 8                  |             | -           | -           | 313    | 136    |
| Totale carriera            | Totale carriera            | Totale carriera            | 422        | 187        |                 | 44              | 35              |                    | 48                 | 17                 |             | 2           | 0           | 512    | 240    |

### Cronologia presenze e reti in nazionale
| Cronologia completa delle presenze e delle reti in nazionale ― Croazia | Cronologia completa delle presenze e delle reti in nazionale ― Croazia | Cronologia completa delle presenze e delle reti in nazionale ― Croazia | Cronologia completa delle presenze e delle reti in nazionale ― Croazia | Cronologia completa delle presenze e delle reti in nazionale ― Croazia | Cronologia completa delle presenze e delle reti in nazionale ― Croazia | Cronologia completa delle presenze e delle reti in nazionale ― Croazia | Cronologia completa delle presenze e delle reti in nazionale ― Croazia |
| Data                                                                   | Città                                                                  | In casa                                                                | Risultato                                                              | Ospiti                                                                 | Competizione                                                           | Reti                                                                   | Note                                                                   |
| ---------------------------------------------------------------------- | ---------------------------------------------------------------------- | ---------------------------------------------------------------------- | ---------------------------------------------------------------------- | ---------------------------------------------------------------------- | ---------------------------------------------------------------------- | ---------------------------------------------------------------------- | ---------------------------------------------------------------------- |
| 4-9-2014                                                               | Pola                                                                   | Croazia                                                                | 2 – 0                                                                  | Cipro                                                                  | Amichevole                                                             | -                                                                      |                                                                        |
| 9-9-2014                                                               | Zagabria                                                               | Croazia                                                                | 2 – 0                                                                  | Malta                                                                  | Qual. Euro 2016                                                        | 1                                                                      | 67’                                                                    |
| 13-10-2014                                                             | Osijek                                                                 | Croazia                                                                | 6 – 0                                                                  | Azerbaigian                                                            | Qual. Euro 2016                                                        | 1                                                                      | 76’                                                                    |
| 16-11-2014                                                             | Milano                                                                 | Italia                                                                 | 1 – 1                                                                  | Croazia                                                                | Qual. Euro 2016                                                        | -                                                                      | 69’                                                                    |
| 28-3-2015                                                              | Zagabria                                                               | Croazia                                                                | 5 – 1                                                                  | Norvegia                                                               | Qual. Euro 2016                                                        | -                                                                      | 70’                                                                    |
| 7-6-2015                                                               | Varaždin                                                               | Croazia                                                                | 4 – 0                                                                  | Gibilterra                                                             | Amichevole                                                             | 1                                                                      | 46’                                                                    |
| 10-10-2015                                                             | Zagabria                                                               | Croazia                                                                | 3 – 0                                                                  | Bulgaria                                                               | Qual. Euro 2016                                                        | -                                                                      | 85’                                                                    |
| 13-10-2015                                                             | Ta' Qali                                                               | Malta                                                                  | 0 – 1                                                                  | Croazia                                                                | Qual. Euro 2016                                                        | -                                                                      | 60’                                                                    |
| 17-11-2015                                                             | Rostov                                                                 | Russia                                                                 | 1 – 3                                                                  | Croazia                                                                | Amichevole                                                             | -                                                                      | 87’                                                                    |
| 27-5-2016                                                              | Koprivnica                                                             | Croazia                                                                | 1 – 0                                                                  | Moldavia                                                               | Amichevole                                                             | 1                                                                      | 46’                                                                    |
| 4-6-2016                                                               | Fiume                                                                  | Croazia                                                                | 10 – 0                                                                 | San Marino                                                             | Amichevole                                                             | -                                                                      | 55’                                                                    |
| 12-6-2016                                                              | Parigi                                                                 | Turchia                                                                | 0 – 1                                                                  | Croazia                                                                | Euro 2016 - 1º turno                                                   | -                                                                      | 87’                                                                    |
| 21-6-2016                                                              | Bordeaux                                                               | Croazia                                                                | 2 – 1                                                                  | Spagna                                                                 | Euro 2016 - 1º turno                                                   | -                                                                      | 90+4’                                                                  |
| 25-6-2016                                                              | Lens                                                                   | Croazia                                                                | 0 – 1                                                                  | Portogallo                                                             | Euro 2016 - Ottavi di finale                                           | -                                                                      | 120’                                                                   |
| 5-9-2016                                                               | Zagabria                                                               | Croazia                                                                | 1 – 1                                                                  | Turchia                                                                | Qual. Mondiali 2018                                                    | -                                                                      | 84’                                                                    |
| 6-10-2016                                                              | Scutari                                                                | Kosovo                                                                 | 0 – 6                                                                  | Croazia                                                                | Qual. Mondiali 2018                                                    | -                                                                      | 71’                                                                    |
| 9-10-2016                                                              | Tampere                                                                | Finlandia                                                              | 0 – 1                                                                  | Croazia                                                                | Qual. Mondiali 2018                                                    | -                                                                      | 81’                                                                    |
| 12-11-2016                                                             | Zagabria                                                               | Croazia                                                                | 2 – 0                                                                  | Islanda                                                                | Qual. Mondiali 2018                                                    | -                                                                      | 85’                                                                    |
| 15-11-2016                                                             | Belfast                                                                | Irlanda del Nord                                                       | 0 – 3                                                                  | Croazia                                                                | Amichevole                                                             | 1                                                                      |                                                                        |
| 24-3-2017                                                              | Zagabria                                                               | Croazia                                                                | 1 – 0                                                                  | Ucraina                                                                | Qual. Mondiali 2018                                                    | -                                                                      | 87’                                                                    |
| 11-6-2017                                                              | Tallinn                                                                | Estonia                                                                | 3 – 0                                                                  | Croazia                                                                | Amichevole                                                             | -                                                                      |                                                                        |
| 2-9-2017                                                               | Zagabria                                                               | Croazia                                                                | 1 – 0                                                                  | Kosovo                                                                 | Qual. Mondiali 2018                                                    | -                                                                      | 55’                                                                    |
| 5-9-2017                                                               | Eskişehir                                                              | Turchia                                                                | 1 – 0                                                                  | Croazia                                                                | Qual. Mondiali 2018                                                    | -                                                                      | 71’                                                                    |
| 11-6-2017                                                              | Fiume                                                                  | Croazia                                                                | 1 – 1                                                                  | Finlandia                                                              | Qual. Mondiali 2018                                                    | -                                                                      | 81’                                                                    |
| 9-10-2017                                                              | Kiev                                                                   | Ucraina                                                                | 0 – 2                                                                  | Croazia                                                                | Qual. Mondiali 2018                                                    | 2                                                                      | 88’                                                                    |
| 9-11-2017                                                              | Zagabria                                                               | Croazia                                                                | 4 – 1                                                                  | Grecia                                                                 | Qual. Mondiali 2018                                                    | 1                                                                      | 82’                                                                    |
| 12-11-2017                                                             | Atene                                                                  | Grecia                                                                 | 0 – 0                                                                  | Croazia                                                                | Qual. Mondiali 2018                                                    | -                                                                      | 78’                                                                    |
| 24-3-2018                                                              | Miami Gardens                                                          | Perù                                                                   | 2 – 0                                                                  | Croazia                                                                | Amichevole                                                             | -                                                                      | 64’                                                                    |
| 28-3-2018                                                              | Arlington                                                              | Messico                                                                | 0 – 1                                                                  | Croazia                                                                | Amichevole                                                             | -                                                                      |                                                                        |
| 3-6-2018                                                               | Liverpool                                                              | Brasile                                                                | 2 – 0                                                                  | Croazia                                                                | Amichevole                                                             | -                                                                      | 13’                                                                    |
| 8-6-2018                                                               | Osijek                                                                 | Croazia                                                                | 2 – 1                                                                  | Senegal                                                                | Amichevole                                                             | 1                                                                      | 64’                                                                    |
| 16-6-2018                                                              | Kaliningrad                                                            | Croazia                                                                | 2 – 0                                                                  | Nigeria                                                                | Mondiali 2018 - 1º turno                                               | -                                                                      | 60’                                                                    |
| 21-6-2018                                                              | Nižnij Novgorod                                                        | Argentina                                                              | 0 – 3                                                                  | Croazia                                                                | Mondiali 2018 - 1º turno                                               | -                                                                      | 57’                                                                    |
| 26-6-2018                                                              | Rostov                                                                 | Islanda                                                                | 1 – 2                                                                  | Croazia                                                                | Mondiali 2018 - 1º turno                                               | -                                                                      |                                                                        |
| 1-7-2018                                                               | Nižnij Novgorod                                                        | Croazia                                                                | 1 – 1 dts (3 – 2 dtr)                                                  | Danimarca                                                              | Mondiali 2018 - Ottavi di finale                                       | -                                                                      | 81’                                                                    |
| 7-7-2018                                                               | Soči                                                                   | Russia                                                                 | 2 – 2 dts (3 – 4 dtr)                                                  | Croazia                                                                | Mondiali 2018 - Quarti di finale                                       | 1                                                                      | 88’                                                                    |
| 11-7-2018                                                              | Mosca                                                                  | Croazia                                                                | 2 – 1 dts                                                              | Inghilterra                                                            | Mondiali 2018 - Semifinale                                             | -                                                                      | 101’                                                                   |
| 15-7-2018                                                              | Mosca                                                                  | Francia                                                                | 4 – 2                                                                  | Croazia                                                                | Mondiali 2018 - Finale                                                 | -                                                                      | 71’                                                                    |
| 12-10-2018                                                             | Fiume                                                                  | Croazia                                                                | 0 – 0                                                                  | Inghilterra                                                            | UEFA Nations League 2018-2019 - 1º turno                               | -                                                                      |                                                                        |
| 15-10-2018                                                             | Fiume                                                                  | Croazia                                                                | 2 – 1                                                                  | Giordania                                                              | Amichevole                                                             | -                                                                      | 67’                                                                    |
| 15-11-2018                                                             | Zagabria                                                               | Croazia                                                                | 3 – 2                                                                  | Spagna                                                                 | UEFA Nations League 2018-2019 - 1º turno                               | 1                                                                      | 89’                                                                    |
| 18-11-2018                                                             | Londra                                                                 | Inghilterra                                                            | 2 – 1                                                                  | Croazia                                                                | UEFA Nations League 2018-2019 - 1º turno                               | 1                                                                      |                                                                        |
| 21-3-2019                                                              | Zagabria                                                               | Croazia                                                                | 2 – 1                                                                  | Azerbaigian                                                            | Qual. Euro 2020                                                        | 1                                                                      |                                                                        |
| 24-3-2019                                                              | Budapest                                                               | Ungheria                                                               | 2 – 1                                                                  | Croazia                                                                | Qual. Euro 2020                                                        | -                                                                      |                                                                        |
| 8-6-2019                                                               | Osijek                                                                 | Croazia                                                                | 2 – 1                                                                  | Galles                                                                 | Qual. Euro 2020                                                        | -                                                                      |                                                                        |
| 11-6-2019                                                              | Varaždin                                                               | Croazia                                                                | 1 – 2                                                                  | Tunisia                                                                | Amichevole                                                             | -                                                                      | 63’                                                                    |
| 5-9-2020                                                               | Porto                                                                  | Portogallo                                                             | 4 – 1                                                                  | Croazia                                                                | UEFA Nations League 2020-2021 - 1º turno                               | -                                                                      | 74’                                                                    |
| 8-9-2020                                                               | Saint-Denis                                                            | Francia                                                                | 4 – 2                                                                  | Croazia                                                                | UEFA Nations League 2020-2021 - 1º turno                               | -                                                                      |                                                                        |
| 11-10-2020                                                             | Zagabria                                                               | Croazia                                                                | 2 – 1                                                                  | Svezia                                                                 | UEFA Nations League 2020-2021 - 1º turno                               | 1                                                                      | 75’                                                                    |
| 14-10-2020                                                             | Zagabria                                                               | Croazia                                                                | 1 – 2                                                                  | Francia                                                                | UEFA Nations League 2020-2021 - 1º turno                               | -                                                                      | 80’                                                                    |
| 24-3-2021                                                              | Lubiana                                                                | Slovenia                                                               | 1 – 0                                                                  | Croazia                                                                | Qual. Mondiali 2022                                                    | -                                                                      | 64’                                                                    |
| 27-3-2021                                                              | Fiume                                                                  | Croazia                                                                | 1 – 0                                                                  | Cipro                                                                  | Qual. Mondiali 2022                                                    | -                                                                      | 57’                                                                    |
| 1-6-2021                                                               | Velika Gorica                                                          | Croazia                                                                | 1 – 1                                                                  | Armenia                                                                | Amichevole                                                             | -                                                                      |                                                                        |
| 6-6-2021                                                               | Bruxelles                                                              | Belgio                                                                 | 1 – 0                                                                  | Croazia                                                                | Amichevole                                                             | -                                                                      | 62’                                                                    |
| 13-6-2021                                                              | Londra                                                                 | Inghilterra                                                            | 1 – 0                                                                  | Croazia                                                                | Euro 2020 - 1º turno                                                   | -                                                                      | 70’                                                                    |
| 18-6-2021                                                              | Glasgow                                                                | Croazia                                                                | 1 – 1                                                                  | Rep. Ceca                                                              | Euro 2020 - 1º turno                                                   | -                                                                      | 62’                                                                    |
| 22-6-2021                                                              | Glasgow                                                                | Croazia                                                                | 3 – 1                                                                  | Scozia                                                                 | Euro 2020 - 1º turno                                                   | -                                                                      | 70’                                                                    |
| 28-6-2021                                                              | Copenaghen                                                             | Croazia                                                                | 3 – 5 dts                                                              | Spagna                                                                 | Euro 2020 - Ottavi di finale                                           | -                                                                      | 46’                                                                    |
| 1-9-2021                                                               | Mosca                                                                  | Russia                                                                 | 0 – 0                                                                  | Croazia                                                                | Qual. Mondiali 2022                                                    | -                                                                      | 74’                                                                    |
| 4-9-2021                                                               | Bratislava                                                             | Slovacchia                                                             | 0 – 1                                                                  | Croazia                                                                | Qual. Mondiali 2022                                                    | -                                                                      | 62’                                                                    |
| 7-9-2021                                                               | Spalato                                                                | Croazia                                                                | 3 – 0                                                                  | Slovenia                                                               | Qual. Mondiali 2022                                                    | -                                                                      | 76’                                                                    |
| 8-10-2021                                                              | Larnaca                                                                | Cipro                                                                  | 0 – 3                                                                  | Croazia                                                                | Qual. Mondiali 2022                                                    | -                                                                      | 68’                                                                    |
| 11-10-2021                                                             | Osijek                                                                 | Croazia                                                                | 2 – 2                                                                  | Slovacchia                                                             | Qual. Mondiali 2022                                                    | 1                                                                      | 85’                                                                    |
| 11-11-2021                                                             | Ta' Qali                                                               | Malta                                                                  | 1 – 7                                                                  | Croazia                                                                | Qual. Mondiali 2022                                                    | 1                                                                      | 54’                                                                    |
| 14-11-2021                                                             | Spalato                                                                | Croazia                                                                | 1 – 0                                                                  | Russia                                                                 | Qual. Mondiali 2022                                                    | -                                                                      | 86’                                                                    |
| 26-3-2022                                                              | Al Rayyan                                                              | Croazia                                                                | 1 – 1                                                                  | Slovenia                                                               | Amichevole                                                             | 1                                                                      |                                                                        |
| 29-3-2022                                                              | Al Rayyan                                                              | Croazia                                                                | 2 – 1                                                                  | Bulgaria                                                               | Amichevole                                                             | 1                                                                      | 61’                                                                    |
| 3-6-2022                                                               | Osijek                                                                 | Croazia                                                                | 0 – 3                                                                  | Austria                                                                | UEFA Nations League 2022-2023 - 1º turno                               | -                                                                      | 58’                                                                    |
| 6-6-2022                                                               | Spalato                                                                | Croazia                                                                | 1 – 1                                                                  | Francia                                                                | UEFA Nations League 2022-2023 - 1º turno                               | 1                                                                      | 69’                                                                    |
| 10-6-2022                                                              | Copenaghen                                                             | Danimarca                                                              | 0 – 1                                                                  | Croazia                                                                | UEFA Nations League 2022-2023 - 1º turno                               | -                                                                      | 77’                                                                    |
| 13-6-2022                                                              | Saint-Denis                                                            | Francia                                                                | 0 – 1                                                                  | Croazia                                                                | UEFA Nations League 2022-2023 - 1º turno                               | -                                                                      | 72’                                                                    |
| 22-9-2022                                                              | Zagabria                                                               | Croazia                                                                | 2 – 1                                                                  | Danimarca                                                              | UEFA Nations League 2022-2023 - 1º turno                               | -                                                                      | 71’                                                                    |
| 25-9-2022                                                              | Vienna                                                                 | Austria                                                                | 1 – 3                                                                  | Croazia                                                                | UEFA Nations League 2022-2023 - 1º turno                               | -                                                                      | 84’                                                                    |
| 16-11-2022                                                             | Riad                                                                   | Arabia Saudita                                                         | 0 – 1                                                                  | Croazia                                                                | Amichevole                                                             | 1                                                                      | 58’                                                                    |
| 23-11-2022                                                             | Al Khawr                                                               | Marocco                                                                | 0 – 0                                                                  | Croazia                                                                | Mondiali 2022 - 1º turno                                               | -                                                                      | 71’                                                                    |
| 27-11-2022                                                             | Al Rayyan                                                              | Croazia                                                                | 4 – 1                                                                  | Canada                                                                 | Mondiali 2022 - 1º turno                                               | 2                                                                      | 73’                                                                    |
| 1-12-2022                                                              | Al Rayyan                                                              | Croazia                                                                | 0 – 0                                                                  | Belgio                                                                 | Mondiali 2022 - 1º turno                                               | -                                                                      | 64’                                                                    |
| 5-12-2022                                                              | Al Wakrah                                                              | Giappone                                                               | 1 – 1 dts (1 – 3 dtr)                                                  | Croazia                                                                | Mondiali 2022 - Ottavi di finale                                       | -                                                                      | 68’                                                                    |
| 9-12-2022                                                              | Al Rayyan                                                              | Croazia                                                                | 1 – 1 dts (4 – 2 dtr)                                                  | Brasile                                                                | Mondiali 2022 - Quarti di finale                                       | -                                                                      | 72’                                                                    |
| 13-12-2022                                                             | Lusail                                                                 | Argentina                                                              | 3 – 0                                                                  | Croazia                                                                | Mondiali 2022 - Semifinale                                             | -                                                                      | 72’                                                                    |
| 17-12-2022                                                             | Al Rayyan                                                              | Croazia                                                                | 2 – 1                                                                  | Marocco                                                                | Mondiali 2022 - Finale 3º posto                                        | -                                                                      | 61’                                                                    |
| 25-3-2023                                                              | Spalato                                                                | Croazia                                                                | 1 – 1                                                                  | Galles                                                                 | Qual. Euro 2024                                                        | 1                                                                      | 74’                                                                    |
| 28-3-2023                                                              | Bursa                                                                  | Turchia                                                                | 0 – 2                                                                  | Croazia                                                                | Qual. Euro 2024                                                        | -                                                                      | 84’                                                                    |
| 14-6-2023                                                              | Rotterdam                                                              | Paesi Bassi                                                            | 2 – 4 dts                                                              | Croazia                                                                | UEFA Nations League 2022-2023 - Semifinale                             | 1                                                                      | 90’                                                                    |
| 18-6-2023                                                              | Rotterdam                                                              | Croazia                                                                | 0 – 0 dts (4 – 5 dtr)                                                  | Spagna                                                                 | UEFA Nations League 2022-2023 - Finale                                 | -                                                                      | 90+1’                                                                  |
| 8-9-2023                                                               | Fiume                                                                  | Croazia                                                                | 5 – 0                                                                  | Lettonia                                                               | Qual. Euro 2024                                                        | 1                                                                      |                                                                        |
| 11-9-2023                                                              | Erevan                                                                 | Armenia                                                                | 0 – 1                                                                  | Croazia                                                                | Qual. Euro 2024                                                        | 1                                                                      | 69’                                                                    |
| 18-11-2023                                                             | Riga                                                                   | Lettonia                                                               | 0 – 2                                                                  | Croazia                                                                | Qual. Euro 2024                                                        | 1                                                                      | 80’                                                                    |
| 21-11-2023                                                             | Zagabria                                                               | Croazia                                                                | 1 – 0                                                                  | Armenia                                                                | Qual. Euro 2024                                                        | -                                                                      | 69’                                                                    |
| 23-3-2024                                                              | Cairo                                                                  | Tunisia                                                                | 0 – 0 (4 - 5 dtr)                                                      | Croazia                                                                | Amichevole                                                             | -                                                                      |                                                                        |
| 26-3-2024                                                              | Il Cairo                                                               | Egitto                                                                 | 2 – 4                                                                  | Croazia                                                                | Amichevole                                                             | 1                                                                      | 68’                                                                    |
| 3-6-2024                                                               | Fiume                                                                  | Croazia                                                                | 3 – 0                                                                  | Macedonia del Nord                                                     | Amichevole                                                             | -                                                                      | 55’                                                                    |
| 8-6-2024                                                               | Oeiras                                                                 | Portogallo                                                             | 1 – 2                                                                  | Croazia                                                                | Amichevole                                                             | -                                                                      | 54’                                                                    |
| 15-6-2024                                                              | Berlino                                                                | Spagna                                                                 | 3 – 0                                                                  | Croazia                                                                | Euro 2024 - 1º turno                                                   | -                                                                      | 72’                                                                    |
| 19-6-2024                                                              | Amburgo                                                                | Croazia                                                                | 2 – 2                                                                  | Albania                                                                | Euro 2024 - 1º turno                                                   | 1                                                                      | 84’                                                                    |
| 24-6-2024                                                              | Lipsia                                                                 | Croazia                                                                | 1 – 1                                                                  | Italia                                                                 | Euro 2024 - 1º turno                                                   | -                                                                      | 90’                                                                    |
| 5-9-2024                                                               | Lisbona                                                                | Portogallo                                                             | 2 – 1                                                                  | Croazia                                                                | UEFA Nations League 2024-2025 - 1º turno                               | -                                                                      |                                                                        |
| 8-9-2024                                                               | Osijek                                                                 | Croazia                                                                | 1 – 0                                                                  | Polonia                                                                | UEFA Nations League 2024-2025 - 1º turno                               | -                                                                      | 69’                                                                    |
| 12-10-2024                                                             | Zagabria                                                               | Croazia                                                                | 2 – 1                                                                  | Scozia                                                                 | UEFA Nations League 2024-2025 - 1º turno                               | 1                                                                      | 71’                                                                    |
| 15-10-2024                                                             | Varsavia                                                               | Polonia                                                                | 3 – 3                                                                  | Croazia                                                                | UEFA Nations League 2024-2025 - 1º turno                               | -                                                                      | 70’                                                                    |
| 15-11-2024                                                             | Glasgow                                                                | Scozia                                                                 | 1 – 0                                                                  | Croazia                                                                | UEFA Nations League 2024-2025 - 1º turno                               | -                                                                      | 44’ 65’                                                                |
| 18-11-2024                                                             | Spalato                                                                | Croazia                                                                | 1 – 1                                                                  | Portogallo                                                             | UEFA Nations League 2024-2025 - 1º turno                               | -                                                                      |                                                                        |
| 20-3-2025                                                              | Spalato                                                                | Croazia                                                                | 2 – 0                                                                  | Francia                                                                | UEFA Nations League 2024-2025 - Quarti di finale                       | -                                                                      | 85’                                                                    |
| 23-3-2025                                                              | Saint-Denis                                                            | Francia                                                                | 2 – 0 dts (5 – 4 dtr)                                                  | Croazia                                                                | UEFA Nations League 2024-2025 - Quarti di finale                       | -                                                                      | 71’                                                                    |
| 6-6-2025                                                               | Faro                                                                   | Gibilterra                                                             | 0 – 7                                                                  | Croazia                                                                | Qual. Mondiali 2026                                                    | 2                                                                      | 46’                                                                    |
| 9-6-2025                                                               | Osijek                                                                 | Croazia                                                                | 5 – 1                                                                  | Rep. Ceca                                                              | Qual. Mondiali 2026                                                    | 2                                                                      | 80’                                                                    |
| Totale                                                                 |                                                                        | Presenze (6º posto)                                                    | 106                                                                    |                                                                        | Reti (2º posto)                                                        | 34                                                                     |                                                                        |

| Cronologia completa delle presenze e delle reti in nazionale ― Croazia under 21 | Cronologia completa delle presenze e delle reti in nazionale ― Croazia under 21 | Cronologia completa delle presenze e delle reti in nazionale ― Croazia under 21 | Cronologia completa delle presenze e delle reti in nazionale ― Croazia under 21 | Cronologia completa delle presenze e delle reti in nazionale ― Croazia under 21 | Cronologia completa delle presenze e delle reti in nazionale ― Croazia under 21 | Cronologia completa delle presenze e delle reti in nazionale ― Croazia under 21 | Cronologia completa delle presenze e delle reti in nazionale ― Croazia under 21 |
| Data                                                                            | Città                                                                           | In casa                                                                         | Risultato                                                                       | Ospiti                                                                          | Competizione                                                                    | Reti                                                                            | Note                                                                            |
| ------------------------------------------------------------------------------- | ------------------------------------------------------------------------------- | ------------------------------------------------------------------------------- | ------------------------------------------------------------------------------- | ------------------------------------------------------------------------------- | ------------------------------------------------------------------------------- | ------------------------------------------------------------------------------- | ------------------------------------------------------------------------------- |
| 5-9-2009                                                                        | Fredrikstad                                                                     | Norvegia under 21                                                               | 1 – 3                                                                           | Croazia under 21                                                                | Qual. Europeo Under-21 2011                                                     | 1                                                                               |                                                                                 |
| 13-10-2009                                                                      | Varaždin                                                                        | Croazia under 21                                                                | 3 – 1                                                                           | Serbia under 21                                                                 | Qual. Europeo Under-21 2011                                                     | 1                                                                               | 88’                                                                             |
| 14-11-2009                                                                      | Pafo                                                                            | Cipro under 21                                                                  | 1 – 2                                                                           | Croazia under 21                                                                | Qual. Europeo Under-21 2011                                                     | -                                                                               | 70’                                                                             |
| 19-5-2010                                                                       | Varaždin                                                                        | Croazia under 21                                                                | 1 – 1                                                                           | Slovacchia under 21                                                             | Qual. Europeo Under-21 2011                                                     | -                                                                               | 23’                                                                             |
| 24-3-2011                                                                       | Dugopoglie                                                                      | Croazia under 21                                                                | 1 – 2                                                                           | Ucraina under 21                                                                | Amichevole                                                                      | -                                                                               | 74’                                                                             |
| 28-3-2011                                                                       | Spalato                                                                         | Croazia under 21                                                                | 3 – 2                                                                           | Ungheria under 21                                                               | Amichevole                                                                      | 1                                                                               | 51’ 90+5’                                                                       |
| 15-8-2012                                                                       | Tbilisi                                                                         | Georgia under 21                                                                | 1 – 1                                                                           | Croazia under 21                                                                | Qual. Europeo Under-21 2013                                                     | 1                                                                               |                                                                                 |
| 10-9-2012                                                                       | Alicante                                                                        | Spagna under 21                                                                 | 6 – 0                                                                           | Croazia under 21                                                                | Qual. Europeo Under-21 2013                                                     | -                                                                               |                                                                                 |
| 5-2-2013                                                                        | Pola                                                                            | Croazia under 21                                                                | 2 – 3                                                                           | Paesi Bassi under 21                                                            | Amichevole                                                                      | 1                                                                               |                                                                                 |
| Totale                                                                          |                                                                                 | Presenze                                                                        | 9                                                                               |                                                                                 | Reti                                                                            | 5                                                                               |                                                                                 |

| Cronologia completa delle presenze e delle reti in nazionale ― Croazia under 20 | Cronologia completa delle presenze e delle reti in nazionale ― Croazia under 20 | Cronologia completa delle presenze e delle reti in nazionale ― Croazia under 20 | Cronologia completa delle presenze e delle reti in nazionale ― Croazia under 20 | Cronologia completa delle presenze e delle reti in nazionale ― Croazia under 20 | Cronologia completa delle presenze e delle reti in nazionale ― Croazia under 20 | Cronologia completa delle presenze e delle reti in nazionale ― Croazia under 20 | Cronologia completa delle presenze e delle reti in nazionale ― Croazia under 20 |
| Data                                                                            | Città                                                                           | In casa                                                                         | Risultato                                                                       | Ospiti                                                                          | Competizione                                                                    | Reti                                                                            | Note                                                                            |
| ------------------------------------------------------------------------------- | ------------------------------------------------------------------------------- | ------------------------------------------------------------------------------- | ------------------------------------------------------------------------------- | ------------------------------------------------------------------------------- | ------------------------------------------------------------------------------- | ------------------------------------------------------------------------------- | ------------------------------------------------------------------------------- |
| 31-7-2011                                                                       | Armenia                                                                         | Croazia under 20                                                                | 0 – 2                                                                           | Arabia Saudita under 20                                                         | Mondiali Under-20 2011                                                          | -                                                                               |                                                                                 |
| 3-8-2011                                                                        | Armenia                                                                         | Croazia under 20                                                                | 2 – 5                                                                           | Nigeria under 20                                                                | Mondiali Under-20 2011                                                          | 1                                                                               |                                                                                 |
| Totale                                                                          |                                                                                 | Presenze                                                                        | 2                                                                               |                                                                                 | Reti                                                                            | 1                                                                               |                                                                                 |

| Cronologia completa delle presenze e delle reti in nazionale ― Croazia under 19 | Cronologia completa delle presenze e delle reti in nazionale ― Croazia under 19 | Cronologia completa delle presenze e delle reti in nazionale ― Croazia under 19 | Cronologia completa delle presenze e delle reti in nazionale ― Croazia under 19 | Cronologia completa delle presenze e delle reti in nazionale ― Croazia under 19 | Cronologia completa delle presenze e delle reti in nazionale ― Croazia under 19 | Cronologia completa delle presenze e delle reti in nazionale ― Croazia under 19 | Cronologia completa delle presenze e delle reti in nazionale ― Croazia under 19 |
| Data                                                                            | Città                                                                           | In casa                                                                         | Risultato                                                                       | Ospiti                                                                          | Competizione                                                                    | Reti                                                                            | Note                                                                            |
| ------------------------------------------------------------------------------- | ------------------------------------------------------------------------------- | ------------------------------------------------------------------------------- | ------------------------------------------------------------------------------- | ------------------------------------------------------------------------------- | ------------------------------------------------------------------------------- | ------------------------------------------------------------------------------- | ------------------------------------------------------------------------------- |
| 2-9-2008                                                                        | Bistra                                                                          | Croazia under 19                                                                | 3 – 2                                                                           | Slovacchia under 19                                                             | Amichevole                                                                      | 2                                                                               |                                                                                 |
| 5-10-2008                                                                       | Tallinn                                                                         | Croazia under 19                                                                | 1 – 4                                                                           | Estonia under 19                                                                | Qual. Europeo Under-19 2009                                                     | -                                                                               |                                                                                 |
| 7-10-2008                                                                       | Kuusalu                                                                         | Croazia under 19                                                                | 4 – 0                                                                           | Kazakistan under 19                                                             | Qual. Europeo Under-19 2009                                                     | -                                                                               | 69’                                                                             |
| 10-10-2008                                                                      | Kuusalu                                                                         | Belgio under 19                                                                 | 2 – 2                                                                           | Croazia under 19                                                                | Qual. Europeo Under-19 2009                                                     | -                                                                               |                                                                                 |
| 28-1-2010                                                                       | Međugorje                                                                       | Bosnia ed Erzegovina under 19                                                   | 0 – 0                                                                           | Croazia under 19                                                                | Amichevole                                                                      | -                                                                               |                                                                                 |
| 31-3-2010                                                                       | Krapina                                                                         | Croazia under 19                                                                | 2 – 0                                                                           | Slovacchia under 19                                                             | Amichevole                                                                      | 1                                                                               | 51’                                                                             |
| 21-5-2010                                                                       | Karlovac                                                                        | Croazia under 19                                                                | 3 – 0                                                                           | Montenegro under 19                                                             | Qual. Europeo Under-19 2010                                                     | -                                                                               |                                                                                 |
| 24-5-2010                                                                       | Zaprešić                                                                        | Croazia under 19                                                                | 1 – 0                                                                           | Scozia under 19                                                                 | Qual. Europeo Under-19 2010                                                     | -                                                                               | 87’                                                                             |
| 18-7-2010                                                                       | Bayeux                                                                          | Croazia under 19                                                                | 1 – 2                                                                           | Spagna under 19                                                                 | Europeo Under-19 2010                                                           | -                                                                               | 70’                                                                             |
| 21-7-2010                                                                       | Mondeville                                                                      | Croazia under 19                                                                | 0 – 0                                                                           | Italia under 19                                                                 | Europeo Under-19 2010                                                           | -                                                                               | 82’                                                                             |
| 24-7-2010                                                                       | Bayeux                                                                          | Portogallo under 19                                                             | 0 – 5                                                                           | Croazia under 19                                                                | Europeo Under-19 2010                                                           | -                                                                               | 31’ 46’                                                                         |
| 27-7-2010                                                                       | Caen                                                                            | Francia under 19                                                                | 2 – 1                                                                           | Croazia under 19                                                                | Europeo Under-19 2010                                                           | -                                                                               | 63’                                                                             |
| Totale                                                                          |                                                                                 | Presenze                                                                        | 12                                                                              |                                                                                 | Reti                                                                            | 3                                                                               |                                                                                 |

## Palmarès

### Club

#### Competizioni nazionali
- Campionato croato: 2

Dinamo Zagabria: 2009-2010, 2010-2011
- Coppa di Croazia: 2

Dinamo Zagabria: 2010-2011
Rijeka: 2013-2014
- Supercoppa di Croazia: 3

Dinamo Zagabria: 2010, 2013
Rijeka: 2014

### Individuale
- Capocannoniere del campionato croato: 1

2014-2015 (21 reti)
- Capocannoniere della Coppa di Croazia: 1

2013-2014 (10 reti)